# Documenti su Giuseppe Pinelli
Pour plus de détails, voir Fiche technique et Distribution.
Documenti su Giuseppe Pinelli est un moyen métrage documentaire italien en trois segments d'Elio Petri et Nelo Risi, sorti en 1970.
Le film a été réalisé à la suite de la mort du cheminot Giuseppe Pinelli, mort défenestré au poste de police de Milan alors qu'il y était interrogé comme suspect pour l'attentat de la piazza Fontana.

## Synopsis
Épisode 1(Réalisation de Nelo Risi)
Documentaire sur les événements politiques de 1968 dans le monde, de la guerre du Viêt Nam à la mort de Giuseppe Pinelli à Milan, en passant par les assassinats de Martin Luther King et de Robert Kennedy.
Épisode 2Tre ipotesi sulla morte dell'anarchco Giuseppe Pinelli (Réalisation d'Elio Petri)
En trois versions (hypothèses), on fait une reconstituion de la scène de l'interrogatoire dans le poste de la police pendant laquelle Giuseppe Pinelli est mort. Quatre hommes jouent les policiers et un autre incarne Pinelli. Toutes les scènes ont en commun le fait qu'ils ne parviennent pas à trouver une approche concluante pour expliquer comment Pinelli aurait pu réussir à se jeter par la fenêtre alors qu'il était surveillé, raison pour laquelle, dans la troisième version, ils le jettent ensemble par la fenêtre en faisant passer cela pour un suicide.
Épisode 3(Réalisation de Nelo Risi)
Documentaire sur Giuseppe Pinelli, dit « Pino », et ses activités. La parole est donnée à des amis, des compagnons de lutte politique et d'autres témoins de l'époque, qui reflètent une image complexe de la personnalité de Pinelli. 

## Fiche technique
- Titre original italien : Documenti su Giuseppe Pinelli[1]
- Réalisateur : Elio Petri, Nelo Risi
- Scénario : Elio Petri, Nelo Risi
- Photographie : Luigi Kuveiller
- Montage : Raimondo Crociani
- Sociétés de production : Comitato cineasti contro la repressione, Unitelefilm
- Pays de production :  Italie
- Langue originale : italien
- Format : Noir et blanc - 1,37:1 - Son mono
- Durée : 53 minutes
- Genre : Film documentaire politique
- Dates de sortie :
  - Italie : 23 octobre 1970

## Distribution
- Giancarlo Dettori : lui-même (non crédité)
- Luigi Diberti : lui-même (non crédité)
- Renzo Montagnani : lui-même (non crédité)
- Licia Pinelli : elle-même (non créditée)
- Gian Maria Volonté : lui-même (non crédité)

## Production
Le film est réalisé dans la foulée des événements politiques en Italie de la fin des années 60, qui se sont aggravés avec l'attentat de la piazza Fontana, qui a fait 16 morts. La vague d'arrestations qui s'est ensuivie le 12 décembre 1969 a entraîné l'interrogatoire de Giuseppe Pinelli durant lequel il est mort le 15 décembre 1969. Elio Petri et Nino Risi ont conçu leur film comme un manifeste contre la « stratégie de la tension », des actes réfléchis visant à susciter délibérément un climat de violence politique, dans le but de favoriser la réémergence d'un État autoritaire en Italie. Le film a été soutenu par des réalisateurs et des scénaristes dont la liste figure au générique, parmi lesquels Bernardo Bertolucci, Sergio Corbucci, Damiano Damiani, Giuseppe De Santis, Mario Monicelli, Pier Paolo Pasolini, Francesco Rosi, Ettore Scola, Luchino Visconti et Valerio Zurlini. En 1972, Pasolini réalise 12 décembre, un film sur le même thème, avec d'autres camarades.